# Vasticardium luteomarginatum
Die Vasticardium luteomarginatum (Synonym: Trachycardium luteomarginatum) ist eine Muschelart aus der Familie der Herzmuscheln (Cardiidae), die zur Ordnung der Cardiida gerechnet wird.

## Merkmale
Das Gehäuse ist relativ groß, bis ca. 9 cm hoch und 4 bis 5 cm breit, länglich-oval und stark gewölbt. Es ist mit 32 bis 35 niedrigen und gerundeten, breiten Rippen besetzt, die auf dem vorderen Drittel des Gehäuses mit Dornen versehen sind. Im hinteren Bereich werden die Rippen flacher. Die Bereiche zwischen den Rippen  sind in der Mitte des Gehäuses ungefähr halb so breit wie die Rippen selbst, etwas schmaler als die Hälfte im vorderen und hinteren Gehäusebereich. Die Rippen werden von schwachen Anwachsstreifen gekreuzt. Die Farbe schwankt zwischen rötlich-brauner und gelb-brauner Bänderung. Die Schale ist verhältnismäßig dick. Die Lunula ist relativ groß; es ist auf der rechten Klappe etwas breiter als auf der linken Klappe. Der Rand der Klappen ist gezähnelt; nur am vorderste Gehäuserand nahezu gerade. In der vorderen Hälfte sind die Rippen auch innen noch gut sehen. Das Schloss ist kräftig ausgeprägt. Es besteht in der linken Klappe aus zwei Haupt- oder Lateralzähnen, von denen der vordere groß und dreieckig, der hintere etwas kleiner ist sowie je einem vorderen und hinteren Seiten- oder Lateralzahn. Der vordere Lateralzahn ist relativ hoch und eingeengt, der hintere Lateralzahn ist klein und nahe am Hinterrand. Die Größenverhältnisse der zwei Haupt- oder Kardinalzähne der rechten Klappe sind umgekehrt zu denen der linken Klappe; der vordere ist sehr klein, der hintere sehr groß. Es sind zwei vordere Lateralzähne vorhanden, von denen der ventral gelegene groß und der dorsal gelegene sehr klein ist, sowie einen kräftigen hinteren Lateralzahn.

## Lebensweise, Vorkommen und Verbreitung
Vasticardium luteomarginatum lebt flach eingegraben in sandigen Sedimenten im flachen Wasser. Sie kommt hauptsächlich im östlichen Indik und im westlichen Pazifik (Malediven, Thailand, Singapur und Indonesien) vor.

## Systematik
Vasticardium luteomarginatum wird zum Vasticardium-orbita-Komplex gezählt. Dabei handelt es sich um eine enge Verwandtschaftsgruppe innerhalb der Unterfamilie Trachycardiinae, zu der die beiden Arten Vasticardium orbita und Vasticardium luteomarginatum mit ihren Unterarten gehören. Der Art Vasticardium orbita (Broderip & Sowerby, 1833) werden dabei die Subspecies orbita, hawaiiensis, mendanaense und philippinense zugeordnet, die alle im Pazifik beheimatet sind. Zu Vasticardium luteomarginatum (Voskuil and Onverwagt, 1991), gehören die hauptsächlich im Indischen Ozean vorkommenden Unterarten luteomarginatum, marerubrum (aus dem Roten Meer) und insulare (von der Westküste Madagaskars). Da sich die Verbreitungsgebiete der beiden Arten nicht wesentlich überschneiden (Allopatrie) bzw. im Überschneidungsgebiet nicht unterscheidbare Formen vorkommen, liegt die Möglichkeit nahe, dass es sich bei allen Formen um geografisch aufgeteilte Unterarten einer einzigen Art handeln könnte. Dafür spricht auch die Tatsache, dass ihre Jugendstadien die gleiche Gehäusemorphologie aufweisen. Diese differenziert sich erst im Lauf der Ontogenese mit zunehmendem Alter in der Form der Gehäuse und in der Struktur der radialen Rippen.